# Аризона Кардиналс
Аризо́на Ка́рдиналс (англ. Arizona Cardinals) — профессиональный футбольный клуб, базирующийся в Глендейле в штате Аризона. выступающий в Национальной футбольной лиге. Команда ведёт свою историю 1898 года и является старейшей в США. С момента создания до 1960 года «Кардиналс» представляли Чикаго, с 1960 по 1987 год клуб базировался в Сент-Луисе в штате Миссури. В Аризону «Кардиналс» переехали в 1988 году. 
Команда играет в НФЛ с момента создания лиги. Дважды, в 1925 и 1947 годах, «Кардиналс» выигрывали чемпионский титул. В первом случае по решению комиссара лиги, во втором — после победы в финале над «Филадельфией Иглз».

## История

### Основание команды
Футбольная команда, ныне носящая имя «Кардиналс», была основана в 1898 году в южной части Чикаго под названием «Морган Атлетик Клаб». Первым её владельцем стал строительный подрядчик Крис О’Брайен. Вскоре команда сменила название на «Рейсин Нормалс», так как её игры проходили на поле «Нормал-филд». В 1901 году О’Брайен приобрёл для игроков несколько подержанных комплектов формы. Ранее принадлежавшие команде Чикагского университета, они были изношенными, тёмно-красного цвета кардинал. После этого за клубом закрепилось название «Рейсин-стрит Кардиналс».

### Чикаго Кардиналс
В 1920 году «Кардиналс» вошли в число основателей Американской ассоциации профессионального футбола. Через два года организация стала называться Национальной футбольной лигой. Тогда же команда сменила имя на «Чикаго Кардиналс», чтобы отличаться от клуба «Рейсин Легион» из Висконсина, также присоединившегося к лиге.
По итогам сезона 1925 года «Кардиналс» впервые в своей истории были названы чемпионами. Это решение вызвало много споров. Лучшей командой того года стали «Поттсвилл Марунс», в личной встрече обыгравшие «Чикаго» со счётом 21:7. Однако, комиссар НФЛ Джозеф Карр заявил о приостановлении членства «Марунс» в лиге из-за проведения несанкционированной игры в Филадельфии, и присудил титул «Кардиналс». Против этого решения выступали владелец клуба Крис О’Брайен и его преемник Дэвид Джонс. Только в 1933 году новый собственник команды Чарльз Бидуилл признал это чемпионство.
В 1944 году, когда значительная часть игроков была призвана на военную службу, НФЛ временно объединила несколько команд, чтобы не останавливать чемпионат. Одной из таких совместных команд стала «Кард-Питт» — объединение «Кардиналс» и «Питтсбург Стилерз». Её домашние матчи были поделены между городами, а сезон она завершила с десятью поражениями в десяти матчах.
Второй титул, уже не вызвавший споров, «Кардиналс» выиграли в 1947 году. В финале команда обыграла «Филадельфию» со счётом 28:21.

### Сент-Луис Кардиналс
В 1950-х годах команда оказалась на грани банкротства. В Чикаго большей популярностью пользовались «Беарс» и управлявшая командой Вайолет Бидуилл решила перевести клуб в другой город. Руководство лиги было противником этой идеи, но в 1960 году была основана Американская футбольная лига. Переезд «Кардиналс» стал возможностью расширить сферу влияния НФЛ и команда отправилась в Сент-Луис. В городе уже существовал бейсбольный клуб с тем же названием, поэтому болельщики называли футбольную команду «Биг Ред» или «Футбол Кардиналс».
В Сент-Луисе команда играла с 1960 по 1987 год, не добившись значительных успехов. Лишь трижды Кардиналс выходили в плей-офф, посещаемость игр также оставляла желать лучшего. К середине 1980-х годов финансовое положение ухудшилось и владелец клуба Билл Бидуилл снова решил перевезти его.

### Аризона Кардиналс
Сезон 1988 года команда начала под названием «Финикс Кардиналс», хотя домашние матчи играла в Темпе. В 1994 году был проведён ребрендинг, франшиза стала «Аризоной Кардиналс». В Темпе клуб базировался до 2005 года, ни разу за это время не выиграв более 50 % матчей регулярного чемпионата.
С августа 2006 года домашний стадион команды располагается в Глендейле. 

#### Эра Клиффа Кингсбери (2019—2023)

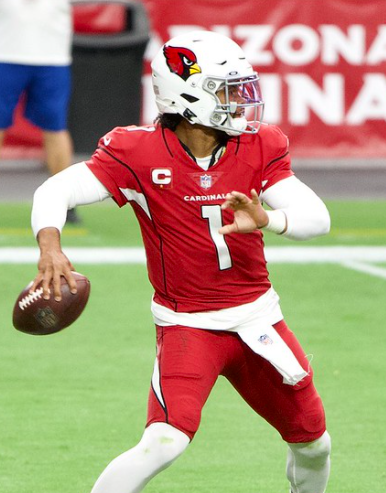
Кайлер Мюррей (1-й выбор Драфта 2019)

В январе 2019 года новым главным тренером «Кардиналс» был назначен Клифф Кингсбери, ранее возглавлявший команду Техасского технологического университета. Он был известен как сторонник пасовой игры, получившей название Эйр-рейд-нападения, а также своей работой с такими игроками как Патрик Махоумс и Бейкер Мэйфилд. Контракт был подписан на четыре года с возможностью продления ещё на один сезон. В апреле на драфте клуб под общим первым номером выбрал квотербека Кайлера Мюррея, обладателя Трофея Хайсмана по итогам сезона 2018 года. Для «Кардиналс» это означало отказ от задрафтованного годом ранее под десятым номером Джоша Розена, генеральный менеджер клуба Стив Кейм заявил о готовности обменять его. Аризона стала первой с 1983 года командой, два раза подряд выбравшей квотербека в первом раунде драфта. Мюррей стал первым с 1954 года квотербеком-новичком «Кардиналс», начавшим сезон в стартовом составе. По ходу регулярного чемпионата он установил рекорды клуба по количеству побед для квотербека, пасовым попыткам, точным пасам, пасовым ярдам и тачдаунам. Кроме того, Мюррей побил рекорд команды по выносным ярдам для квотербека, державшийся с 1951 года. По итогам сезона он был признан Новичком года в нападении в НФЛ. Работа Кингсбери была оценена как неоднозначная. «Кардиналс» завершили чемпионат с пятью победами при десяти поражениях и ничьей, выиграв на два матча больше, чем в 2018 году. При этом система нападения тренера не оправдала ожиданий. Со средней результативностью 22,6 очка за матч «Аризона» заняла семнадцатое место в НФЛ, ни один из принимающих команды не набрал 1000 ярдов. После обмена из «Майами Долфинс» бегущего Кеньяна Дрейка основной упор был сделан на выносную игру в нападении.
Главным событием межсезонья в 2020 году стал обмен ресивера Деандре Хопкинса из «Хьюстона». Он укрепил корпус принимающих команды, где также играли Кристиан Кирк и Ларри Фицджеральд. Обозреватель сайта Arizona Sports Кевин Зиммерман перед стартом сезона 2020 года отмечал, что появление Хопкинса, сохранение в составе Дрейка и прогресс в игре Мюррея должны способствовать выходу нападения команды на более высокий уровень Травма плеча Кайлера Мюррея привела к изменению стиля его игры. Он стал меньше выносить мяч сам, с одиннадцатой по тринадцатую неделю не набирав более 31 ярда. Снизилась общая эффективность нападения «Кардиналс»: команда проиграла пять из последних семи матчей и не вышла в плей-офф пятый сезон подряд.
В межсезонье 2021 года был подписан контракт с трёхкратным обладателем приза Игроку года в защите Джей Джеем Уоттом. Сумма двухлетнего соглашения составила 31 млн долларов. Другими новичками клуба стали свободные агенты лайнбекер Маркус Голден, тэкл нападения Келвин Бичем, центр Родни Хадсон, принимающий Эй Джей Грин и кикер Мэтт Прейтер. На драфте клубом было выбрано семь игроков, самыми заметными среди них стали лайнбекер Завьен Коллинз и ресивер Рондейл Мур. Оценки опрошенных изданием Arizona Sports экспертов варьировались от трёх до четырёх баллов. Обыграв на пятой неделе «Сан-Франциско Форти Найнерс», команда впервые с 1974 года начала регулярный чемпионат с пяти побед подряд . Пятнадцатого октября для замены травмированного Макса Уильямса из «Филадельфии» был обменян тайт-энд Зак Эрц. На шестнадцатой игровой неделе, после поражения «Миннесоты», «Аризона» досрочно обеспечила выход в плей-офф, ставший для команды первым с 2015 года. В раунде уайлд-кард команда проиграла «Лос-Анджелес Рэмс» со счётом 11:34.
В марте 2022 года главный тренер Клифф Кингсбери и генеральный менеджер Стива Кейм продлили контракты с клубом на пять лет, до 2027 года. В июле пятилетнее соглашение подписал квотербек Кайлер Мюррей. Сумма контракта составила 230,5 млн долларов, среднегодовая заработная плата игрока — 46,1 млн долларов. Мюррей стал самым высокооплачиваемым игроком в истории «Кардиналс». На 14 неделе в матче против «Нью-Ингленд Пэтриотс», в первом же драйве, Мюррей получил бесконтактную травму колена, после этого его увезли с поля. На следующий день МРТ показало, что Мюррей порвал «кресты», завершив сезон. После поражения на 15 неделе от «Денвер Бронкос» «Кардиналс» выбыли из гонки плей-офф. Также проиграв восемь домашних матчей в этом сезоне, превзойдя сезон 2018 года по количеству домашних поражений в истории франшизы, а также повторили рекорд франшизы в 13 поражений за сезон, сравнявшись с сезонами  2000 и 2018 годов.  На следующий день, после поражения на 18 неделе против «Сан-Франциско Форти Найнерс», «Кардиналс» уволили главного тренера Клиффа Кингсбери - через 10 месяцев после того, как подписали с ним контракт на продление до сезона 2027 года.  Команда также объявила, что генеральный менеджер Стив Кейм решил "уйти со своего поста, чтобы сосредоточиться на своем здоровье". Владелец «Аризоны Кардиналс» Майкл Бидвилл заявил на пресс-конференции в понедельник, что Кейм предложил свою отставку на прошлой неделе. Как и Кингсбери, Кейм подписал продление контракта в 2022 году до конца сезона 2027 года. Однако Кейм с середины декабря находится в отпуске по состоянию здоровья.